# Kraft (Roman)
Kraft ist der erste Roman des Schweizer Schriftstellers Jonas Lüscher. Er wurde 2017 im Verlag C. H. Beck veröffentlicht und mehrfach übersetzt. Das Buch wurde im Jahr des Erscheinens mit dem Schweizer Buchpreis ausgezeichnet.

## Handlung

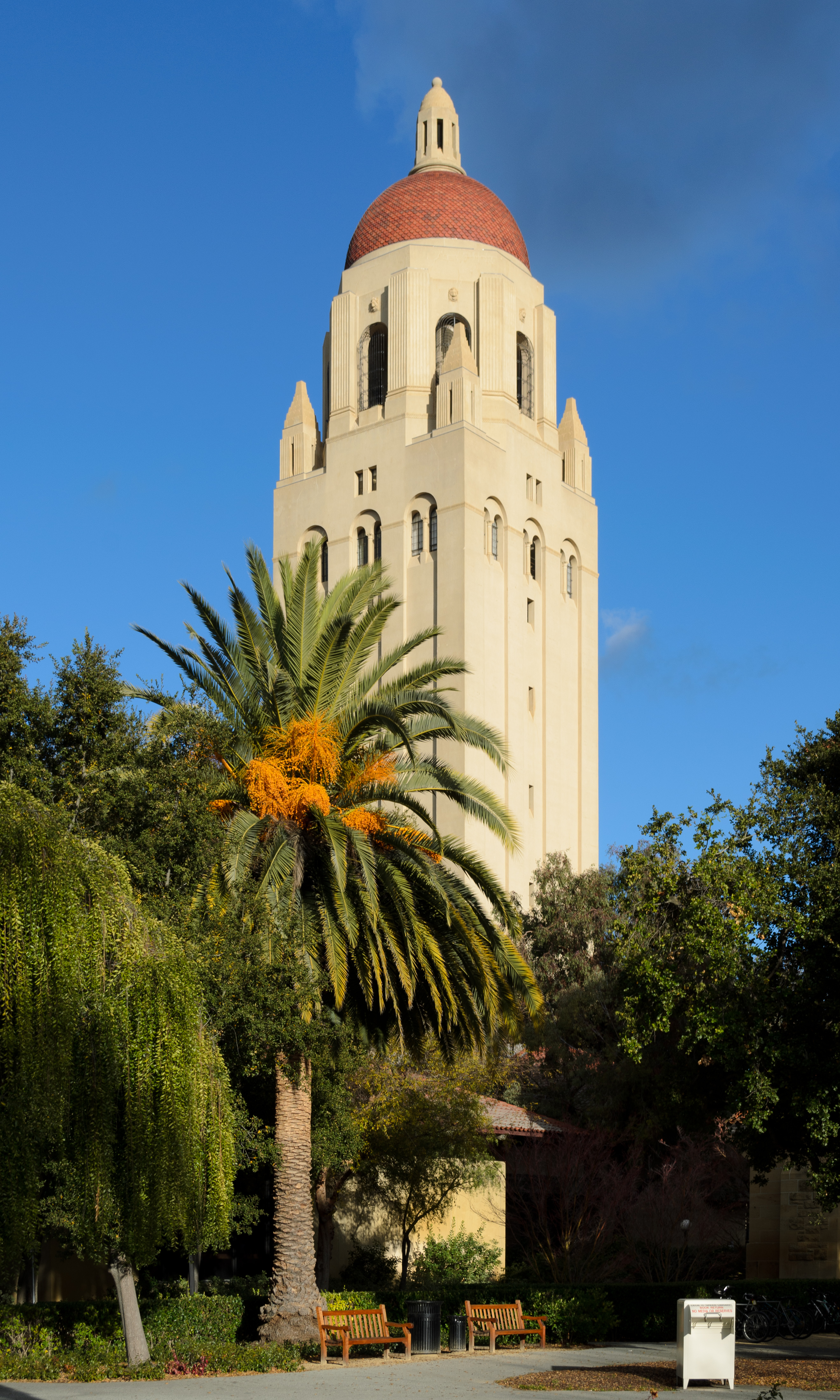
Der Hoover Tower auf dem Campus der Stanford University

Der Protagonist des Romans, Richard Kraft, ist Professor für Rhetorik an der Universität Tübingen (und als solcher in der Fiktion direkter Nachfolger von Walter Jens). Angesichts seiner prekären privaten Umstände (zum zweiten Mal unglücklich verheiratet, Unterhaltszahlungen für insgesamt vier Kinder) kommt ihm eine Einladung der Hoover Institution an der Stanford University im Silicon Valley ganz recht. Denn er darf an einem philosophischen Preisausschreiben teilnehmen, bei dem es eine Million Dollar zu gewinnen gibt, ausgelobt von dem Investor Tobias Erkner, eine Figur, die sich nach eigener Aussage von Lüscher an Peter Thiel orientiert. In Anlehnung an Leibniz’ Theodizee wird die beste Antwort gesucht auf die Frage: Why whatever is, is right and why we still can improve it?
Kraft setzt an, sein liberal-konservatives Denken, geprägt in der Ära von Thatcher und Reagan, mit der Ideologie des Silicon Valley zu verbinden. Dieses Vorhaben scheitert jedoch und auch angesichts seiner privaten Misere stirbt Kraft am Ende durch Suizid, indem er sich im Glockenhaus des Hoover Towers erhängt.
In Rückblenden wird Krafts Werdegang erzählt. Dazu gehört seine Freundschaft mit dem Ungarn István (Ivan) Pánczél, der als Hemdenwäscher einer ungarischen Schachmannschaft aus Versehen in West-Berlin vergessen wurde und sich hernach zum Ostblockflüchtling erklärt und Karriere zuerst in Deutschland und später an der Stanford University gemacht hat. Viel Raum nehmen außerdem die Schilderungen von Krafts traumatischen Beziehungen zu drei Frauen ein: zur Biologie-Doktorandin Johanna, seiner ersten Ehefrau Ruth Lambsdorff (mit der er zwei Söhne hat) sowie zu seiner zweiten Frau Heike (Zwillingstöchter).

## Hintergrund
Lüscher verbrachte 2012/2013 mit einem Stipendium des Schweizerischen Nationalfonds neun Monate als Visiting Researcher am Department of Comparative Literature der Stanford University.

## Ausgaben und Übersetzungen
- Kraft. Roman. C. H. Beck, München 2017.
- Kraft. Roman. btb, München 2018 (Taschenbuchausgabe)
  - Monsieur Kraft ou la théorie du pire (französische Übersetzung). Éditions Autrement, Paris 2017.
  - Kracht. Roman (niederländische Übersetzung). Wereldbibliotheek, Amsterdam 2018.
  - Крафт. Роман (russische Übersetzung). ArsisBooks, Moskau 2018.
  - كرافت (arabische Übersetzung). Al Arabi Publishing House, Kairo 2018.
  - Kraft (ungarische Übersetzung). Typotex, Budapest 2019.
  - Kraft. A Novel (englische Übersetzung). Farrar, Straus and Giroux, New York 2020.

## Forschungsliteratur
- Vera K. Kostial: G. W. Leibniz, Hans Poser, Jonas Lüscher. Die Technodizee-Frage im Roman „Kraft“ (2017). In: Imme Bageritz, Hartmut Hombrecher, Vera K. Kostial, Katerina Kroucheva (Hg.): Fordschritt und Rückblick. Verhandlungen von Technik in Literatur und Film des 20. und 21. Jahrhunderts. V & R unipress, Göttingen 2019, (doi:10.14220/9783737010146.187).

## Rezensionen in deutschsprachigen Medien
- Christopher Schmidt: Gottesbeweis nach Google. In: Süddeutsche Zeitung, 4. Februar 2017.
- Gerrit Bartels: Der unfähige Professor Kraft. In: Deutschlandfunk Kultur, 14. Februar 2017.